# Свердлы (Миорский район)
Свердлы (бел. Свярдлы́) — в Миорском районе Витебской области Белоруссии.
Входит в состав Миорского сельсовета.

## Происхождение названия
В белорусском топонимическом словаре происхождение название объясняется следующим образом: «Ойконим Свердлы с ударением на втором слоге образован от коллективного (родового) прозвания первых жителей соответствующих населённых пунктов — свердлы»

## История
Во времена Российской империи после раздела Польши Свердлы относились к гмине Чарасы Дисненского уезда в Виленской губернии. Деревня принадлежала имению Чарас, принадлежащему Радзивиллам — после Революции — Виленский край.
В 1921 году годах Виленский край был занят Польскими войсками и деревня вошла в состав гмины Чарасы, а затем в состав гмины Миоры Дисненского уезда (с 1926 года — Браславского) Виленского воеводства.
По польской переписи 1921 года здесь проживало 153 человека, из них 21 католика и 132 православных. При этом 12 жителей заявили о своей польской национальности, 141 белорус. Жилых домов было 29. В 1931 году в 31 доме проживало 156 человек.
Верующие католики относились к приходу в Миорах, православные — к приходу в Черессах. Суд находился в Друе, окружной суд — в Вильнюсе. Почтовое отделение находилось в Миорах.
Со 2 ноября 1939 года до начала Великой Отечественной войны была в составе Белорусской ССР. С июня 1941 года находилась под немецкой оккупацией. В 1944 году при освобождении Белоруссии Свердлы были включены в состав Минской области Белорусской ССР.
В советское время в деревне располагался клуб, ФАП, магазин. Также деревня была центром колхоза.

## Население
- 1921 год — 153 человек, 29 домов[5].
- 1931 год — 156 человек, 31 дом[6].
- В 1999 году по переписи населения — 102 человека
- В 2009 году — 47 человек

## Достопримечательности
Находится неподалеку от одного из крупнейших в Беларуси болотного массива Ельня и созданного там заказника «Ельня».